# Shuangyang He (vattendrag i Kina)
Shuangyang He är ett vattendrag i Kina. Det ligger i provinsen Jilin, i den nordöstra delen av landet, omkring 49 kilometer öster om provinshuvudstaden Changchun. Shuangyang He ligger vid sjön Shitoukoumen Shuiku.
Genomsnittlig årsnederbörd är 992 millimeter. Den regnigaste månaden är juli, med i genomsnitt 225 mm nederbörd, och den torraste är januari, med 13 mm nederbörd.